# Табатерка
Табатерка — упразднённое село в Бурлинском районе Алтайского края Российской Федерации. Входило в состав Новопесчанского сельсовета. Исключено из учётных данных в 1976 году.
Ныне урочище.

## География
Находилось между озёрами Песчаное и Хомутиное. Вдоль побережья озёр, к юго-западу находится д. Старопесчаное, к северо-востоку — д. Рожковка.
Рельеф — равнинный. Климат — резко континентальный. Средняя температура января −16,8 °C,июля +20,8 °C. Количество атмосферных осадков 275 мм.

## История
Основано в 1936 году.
Ликвидировано в 1976 г.

## Инфраструктура
Было развито сельское хозяйство. Сельхозартель «Память Ленина». С 1950 г. бригада № 1 колхоза «Сталинский путь». С 1957 г. отделение Новоалексеевского совхоза № 2

## Памятные места, достопримечательности
Памятник «Погибшим в Великую Отечественную войну жителям села Табатерка».

## Транспорт
Просёлочная дорога.